# Weitzman-Schema
Dieser Artikel wurde aufgrund inhaltlicher und/oder formaler Mängel auf der Qualitätssicherungsseite des Portals Wirtschaft eingetragen. 
Du kannst helfen, indem du die dort genannten Mängel beseitigst oder dich an der Diskussion beteiligst.
Das Weitzman-Schema, auch Sowjetisches Anreizschema, ist ein Anreizschema, das die wahrheitsgemäße Berichterstattung von Managern an die Unternehmensleitung gewährleisten soll. Das Schema basiert auf einem Beitrag von Martin Weitzman aus dem Jahre 1976.
Die Ausgangsüberlegung ist, dass der Manager genau über die zukünftige Unternehmenslage und damit über die erzielbaren Überschüsse Bescheid weiß, die Unternehmensleitung hingegen nicht. Das Weitzman-Schema zielt auf die Entlohnung des Managers ab, welche an die zu berichtende Größe {\displaystyle x^{*}} gekoppelt ist.

## Beschreibung
Annahmen sind:
- Der Manager erhält stets eine Prämie {\displaystyle {\mathit {a^{*}\cdot x^{*}}}} für die Größe, die er berichtet.
- Der Manager erhält eine Prämie von {\displaystyle {\mathit {a_{1}\cdot (x-x^{*}}})} im Falle der Erwirtschaftung eines Überschusses über den Bericht.
- Der Manager erhält einen Prämienabzug von {\displaystyle {\mathit {a_{2}\cdot (x^{*}-x}})}, wenn er die berichtete Größe nicht erreicht.
  - Die Sätze a sind dabei stets größer als Null und {\displaystyle a_{1}<a^{*}<a_{2}}.

Für den Manager ist es also optimal den wahren Wert zu nennen, der ihm annahmegemäß bekannt ist. Sollte er einen geringeren Wert sagen, würde er zwar einen Prämienzuschuss erhalten, dieser wäre aber geringer als die Prämie, die er erhalten würde, wenn er die Wahrheit berichten würde.
Das Schema kann zu falschen Anreizen führen, wenn es knappe Finanzmittel für Investitionen gibt und die erwarteten Gewinne ungleichmäßig über die benötigten Investitionsmengen verteilt sind. Beispiel:
- Manager A erwartet eine hohe Rendite RA1 mit einer kleinen Investitionssumme, für höhere Investitionssummen ist die Rendite aber geringer RA2
- Manager B hat eine etwa gleichmäßige Renditeerwartung RB, die unter der hohen Rendite RA1 liegt aber höher als RA2.

Für Manager A kann es jetzt rational sein, die Angaben zu den Renditen so zu modifizieren, dass er eine gleichmäßigere Rendite berichtet, also Rendite RA1 senkt, dafür Rendite RA2 anhebt, um stets über RB zu sein. Bei weiterhin wahrheitsgemäßem Bericht von B wird er jetzt höhere finanzielle Mittel erhalten und damit seine Prämie erhöhen. Für die Zentrale wird auch nach Ablauf der Investitionsperiode der Bericht als wahrheitsgemäß erscheinen, da die Gesamtrendite von RA1 und RA2 ja dem von A berichteten Durchschnitt entspricht.